# تشارلز إف. هاس
تشارلز إف. هاس (بالإنجليزية: Charles F. Haas)‏ (و. 1913 – 2011 م) هو مخرج تلفزيوني، وكاتب سيناريو أمريكي، ولد في شيكاغو، توفي في لوس أنجلوس، عن عمر يناهز 98 عاماً.

## التعليم
تعلم في جامعة هارفارد
.

## وصلات خارجية
- تشارلز إف. هاس على موقع IMDb (الإنجليزية)
- تشارلز إف. هاس على موقع قاعدة بيانات الفيلم (الإنجليزية)

- تشارلز إف. هاس في قاعدة بيانات الأفلام على الإنترنت